# Пухівка мала
Пухівка мала (Polysticta stelleri) — вид морських гусеподібних птахів підродини крехових (Merginae) родини качкових (Anatidae).

## Назва
Видова назва P. stelleri дана на честь німецького мандрівника і натураліста Георга Вільгельма Стеллера

## Поширення
Гніздиться уздовж арктичного узбережжя Східного Сибіру та Аляски від півострова Ямал до арктичних рівнин Аляски. На зимівлю східна частина популяції мігрує у Берингове море, західна частина зимує на півночі Скандинавії та в Балтійському морі.

## Опис
Качка завдовжки 43-46 см, розмах крил до 69 см. Вага 0,86 кг. Самець має спину, хвіст, крила та комір навколо шиї чорного кольору. Голова та боки тіла білі. Черево та груди жовті. Самиця темно- коричнева, мало відрізняється від самиць інших видів пухівок.

## Спосіб життя
Вид трапляється у численних зграях в узбережних водах. Живиться ракоподібними і молюсками. Гніздяться на тундрі неподалік моря. Гніздо будується на землі. Дно вистелюють травою та мохом. У гнізді 6-10 яєць.

## Гібридизація
Зафіксовано два випадки гідридизації пухівки малої з пухівкою звичайною в дикій природі. 17 листопада 1993 року в місті Куксгафен, що в Нижній Саксонії, Німеччина, були представло самця, що має характерні особливості самців обох видів. 7 квітня 1995 року у бухті Вадсо, Варангер, Норвегії було виявлено ще одно самця з гібридними ознаками.